# Seznam ameriških igralcev (H)
Lukas Haas - Shane Haboucha - Shelley Hack - Buddy Hackett - James Henry Hackett - Joan Hackett - Martha Hackett - Gene Hackman - Sarah Hagan - Jean Hagen - Kevin Hagen - Uta Hagen - Julie Hagerty - Dan Haggerty - Larry Hagman - Jess Hahn - Stacy Haiduk - Sid Haig - William Haines - Gwen Hajek - Alan Hale mlajši - Alan Hale starejši - Barbara Hale - Jennifer Hale - Jack Haley - Jackie Earle Haley - Albert Hall - Anthony Michael Hall - Arch Hall mlajši - Arsenio Hall - Brad Hall - Bug Hall - Hanna R. Hall - Huntz Hall - Jerry Hall - Jon Hall - Michael C. Hall - Philip Baker Hall - Regina Hall - Rich Hall - Robert David Hall - Billy Halop - Florence Halop - Luke Halpin - Veronica Hamel - Rusty Hamer - Mark Hamill - Hamilton Camp - George Hamilton (igralec) - John Hamilton (igralec) - Linda Hamilton - Lisa Gay Hamilton - Lois Hamilton - Margaret Hamilton - Neil Hamilton (igralec) - Wendy Hamilton - Harry Hamlin - Nicholas Hammond - Earl Hamner mlajši - Evan Handler - Colin Hanks - Tom Hanks - Daryl Hannah - Alyson Hannigan - Juanita Hansen - Gunnar Hansen - Ryan Hansen - Stan Hansen - Marcia Gay Harden - Jerry Hardin - Melora Hardin - Johnny Hardwick - Oliver Hardy - Dean Harens - Mariska Hargitay - Jean Harlow - Joy Harmon - Angie Harmon - Mark Harmon - Corinna Harney - Elisabeth Harnois - Gale Harold - Jessica Harper - Valerie Harper - Woody Harrelson - Edward Harrigan - Desmond Harrington - Jay Harrington - Pat Harrington mlajši - Seth Harrington - Julie Harris - Barbara Harris (igralka) - Danielle Harris - Ed Harris - Harriet Sansom Harris - Jonathan Harris - Julius Harris - Mildred Harris - Moira Harris - Neil Patrick Harris - Phil Harris - Randy Harrison - Richard Harrison (igralec) - Susan Harrison - Teri Marie Harrison - Elizabeth Harrower (igralka) - Harry Lauter - Debbie Harry - Margo Harshman - David Hart - Dolores Hart - Dorothy Hart - William S. Hart - Christy Hartburg - Mariette Hartley - Nina Hartley - Lisa Hartman - Josh Hartnett - Dennis Haskins - Danny Hassel - David Hasselhoff - Richard Hatch (igralec) - Teri Hatcher - Hurd Hatfield - Anne Hathaway (igralka) - Noah Hathaway - Rondo Hatton - Annette Haven - Phyllis Haver - Olivia de Havilland - June Havoc - Ethan Hawke - Ormi Hawley - Goldie Hawn - Pamela Hayden - Sterling Hayden - Allison Hayes - Billie Hayes - George 'Gabby' Hayes - Helen Hayes - Margaret Hayes - Sean Hayes - Johnny Haymer - Kathryn Hays - Robert Hays - Susan Hayward - Glenne Headly - Anthony Heald - George Hearn - Joey Heatherton - Anne Heche - Eileen Heckart - Dan Hedaya - Jon Heder - Tippi Hedren - Van Heflin - Katherine Heigl - Stephanie Heinrich - Marg Helgenberger - Anne Helm - Tiffany Helm - Katherine Helmond - Percy Helton - Margaux Hemingway - Mariel Hemingway - Florence Henderson - Elizabeth Hendrickson - Elaine Hendrix - Leslie Hendrix - Wanda Hendrix - Marilu Henner - Carolyn Hennesy - Paul Henreid - David Henrie - Lance Henriksen - Buck Henry - Gregg Henry - Justin Henry - Jon Hensley - Pamela Hensley - Shuler Hensley - Alex Henteloff - Katharine Hepburn - Richard Herd - David Herman - Jay Hernandez - Bijou Heron - Edward Herrmann - Mark Herron - Herschel Sparber - Barbara Hershey - J.G. Hertzler - Jason Hervey - David Hess - Howard Hesseman - Charlton Heston - Jennifer Hetrick - Martin Hewitt (igralec) - Jennifer Love Hewitt - Darryl Hickman - Dwayne Hickman - Catherine Hicks - Joel Higgins - Alexandria Hilfiger - Lauren Michelle Hill - Steven Hill - John Hillerman - Tyler Hilton - Kathy Hilton - Paris Hilton - Megan Hilty - Aaron Himelstein - Earl Hindman - Cheryl Hines - Gregory Hines - Pat Hingle - Jordan Hinson - Emile Hirsch - Judd Hirsch - Lou Hirsch - Hallee Hirsh - Kane Hodder - John Hodiak - Tyler Hoechlin - Dustin Hoffman - Philip Seymour Hoffman - Gaby Hoffmann - Susanna Hoffs - Isabella Hofmann - Hulk Hogan - Hal Holbrook - Alexandra Holden - Laurie Holden - Rebecca Holden - William Holden - Cheryl Holdridge - Dianne Holechek - Betty Lou Holland - Willa Holland - Judy Holliday - Polly Holliday (igralec) - Earl Holliman - Alice Hollister - Laurel Holloman - Josh Holloway - Sterling Holloway - Lauren Holly - Celeste Holm - Helen Holmes - Katie Holmes - Jack Holt (igralec) - Jennifer Holt - Tim Holt - Harlod Hunter - Darla Hood - Robert Hooks - William Hootkins - Addison Hoover - Alex Hoover - Amanda Hope - Bob Hope - Miriam Hopkins - DeWolf Hopper - Dennis Hopper - Hedda Hopper - William Hopper - Monica Horan - Tad Horino - Michelle Horn - Lena Horne - Brigitte Horney - Edward Everett Horton - Allen »Farina« Hoskins - Andy Houts - Larry Hovis - Bryce Dallas Howard - Clint Howard - John Howard (igralec) - Ken Howard - Rance Howard - Ron Howard (režiser) - Sherman Howard - Susan Howard - Terrence Howard - Traylor Howard - Roger Howarth - C. Thomas Howell - Nancy Hower - Beth Howland - Elizabeth Hubbard - David Huddleston - Stella Hudgens - Vanessa Hudgens - Kate Hudson -  Oliver Hudson - Rock Hudson - Cady Huffman - Felicity Huffman - Tom Hulce - Josephine Hull - Warren Hull - Mary-Margaret Humes - William J. Humphrey - Leann Hunley - Gayle Hunnicutt - Bonnie Hunt - Crystal Hunt - Helen Hunt - Linda Hunt - Marsha Hunt (igralka) - April Hunter - Holly Hunter - Jeffrey Hunter - Kaki Hunter - Kim Hunter - Tab Hunter - Charles Huntsberry - Sam Huntington - Mary Beth Hurt - William Hurt - Katherine Hushaw - Toby Huss - Ruth Hussey - Anjelica Huston - Jack Huston - John Huston - Walter Huston - Brian G. Hutton - Jim Hutton - Lauren Hutton - Timothy Hutton - Leila Hyams - Martha Hyer - Diana Hyland - Joyce Hyser - 